# Karl Heck (Richter)
Karl Alexander Wilhelm Heck (* 18. November 1896 in Halle; † 2. Juni 1997 in Karlsruhe) war ein deutscher Richter am Bundesgerichtshof, bis er nach seiner Wahl durch den Bundestag am 2. April 1954 Richter des Bundesverfassungsgerichts wurde.

## Leben
Hecks Vater war der Rechtshistoriker und Zivilrechtler Philipp Heck. Karl Heck studierte Rechtswissenschaften in Tübingen, München und Kiel und wurde 1923 in Tübingen zum Dr. iur. promoviert. Er legte 1922 das erste und 1924 das zweite juristische Staatsexamen ab. Danach war von 1924 bis 1925 Assistent an der Universität Berlin sowie von 1925 bis 1927 und 1929 Sachbearbeiter am Kaiser-Wilhelm-Institut für ausländisches öffentliches Recht und Völkerrecht. Von 1927 bis 1928 war er Assistent (Lehrbeauftragter für Völkerrecht) am Institut Universitaire de Hautes Études Internationales in Genf und 1928 auch Lehrbeauftragter an der Universität Genf.
Von 1929 bis 1930 war Heck Richter am Amtsgericht Stuttgart. Von 1930 bis 1933 und von 1936 bis 1940 war er Landgerichtsrat und 1940 Landgerichtsdirektor  am Landgericht Stuttgart. Seine Tätigkeit im Justizwesen wurde durch den Zweiten Weltkrieg unterbrochen. Sein höchster Dienstgrad als Offizier der Wehrmacht war Oberleutnant. Im Krieg erhielt er folgende Auszeichnungen: 1941 Kriegsverdienstkreuz, 1943 I. Klasse und Frontkämpferehrenzeichen. Von 1945 bis 1947 befand er sich in Kriegsgefangenschaft.  Nach der Rückkehr aus der Gefangenschaft war er von 1948 bis 1949 als Landgerichtsdirektor im Justizministerium von Südwürttemberg-Hohenzollern tätig. Von 1949 bis 1950 stand er als Senatspräsident einem Senat beim Oberlandesgericht Tübingen vor, bevor er 1950 Präsident am Landgericht Tübingen wurde. Bereits am 1. Oktober 1950 wurde er an den Bundesgerichtshof gerufen, wo er dem unter anderem für das Grundstücksrecht zuständigen V. Zivilsenat angehörte.
1954 wurde er in das Bundesverfassungsgericht gewählt. Dort gehörte er als Nachfolger des bereits 1952 ausgeschiedenen Richters Kurt Zweigert dem Ersten Senat an, bis er am 9. Februar 1965 wegen Ablaufs seiner Amtszeit ausschied. Sein Nachfolger wurde der Richter Werner Böhmer. Als Berichterstatter formulierte er die Heck’sche Formel zur Abgrenzung des einfachen Rechtsverstoßes vom allein mit der Verfassungsbeschwerde rügbaren spezifischen Grundrechtsverstoß.
Karl Heck erhielt 1965 das Große Verdienstkreuz mit Stern und Schulterband des Verdienstordens der Bundesrepublik Deutschland.
Er war Mitglied der Tübinger Studentenverbindung A.V. Igel.
Heck war evangelischer Konfession.